# Belloy-Saint-Léonard
Belloy-Saint-Léonard là một commune ở tỉnh Somme trong vùng Hauts-de-France, Pháp.

## Địa lý
Thị trấn này tọa lạc trên đường D157, khoảng 18 dặm (29 km) về phía tây của Amiens and 20 dặm (32 km) về phía nam của Abbeville.

## Dân số
| 1962                                                         | 1968 | 1975 | 1982 | 1990 | 1999 |
| ------------------------------------------------------------ | ---- | ---- | ---- | ---- | ---- |
| 72                                                           | 103  | 113  | 107  | 97   | 102  |
| Số liệu điều tra dân số từ năm 1962, dân số không tính trùng |      |      |      |      |      |